# 240-мм миномёт М-240

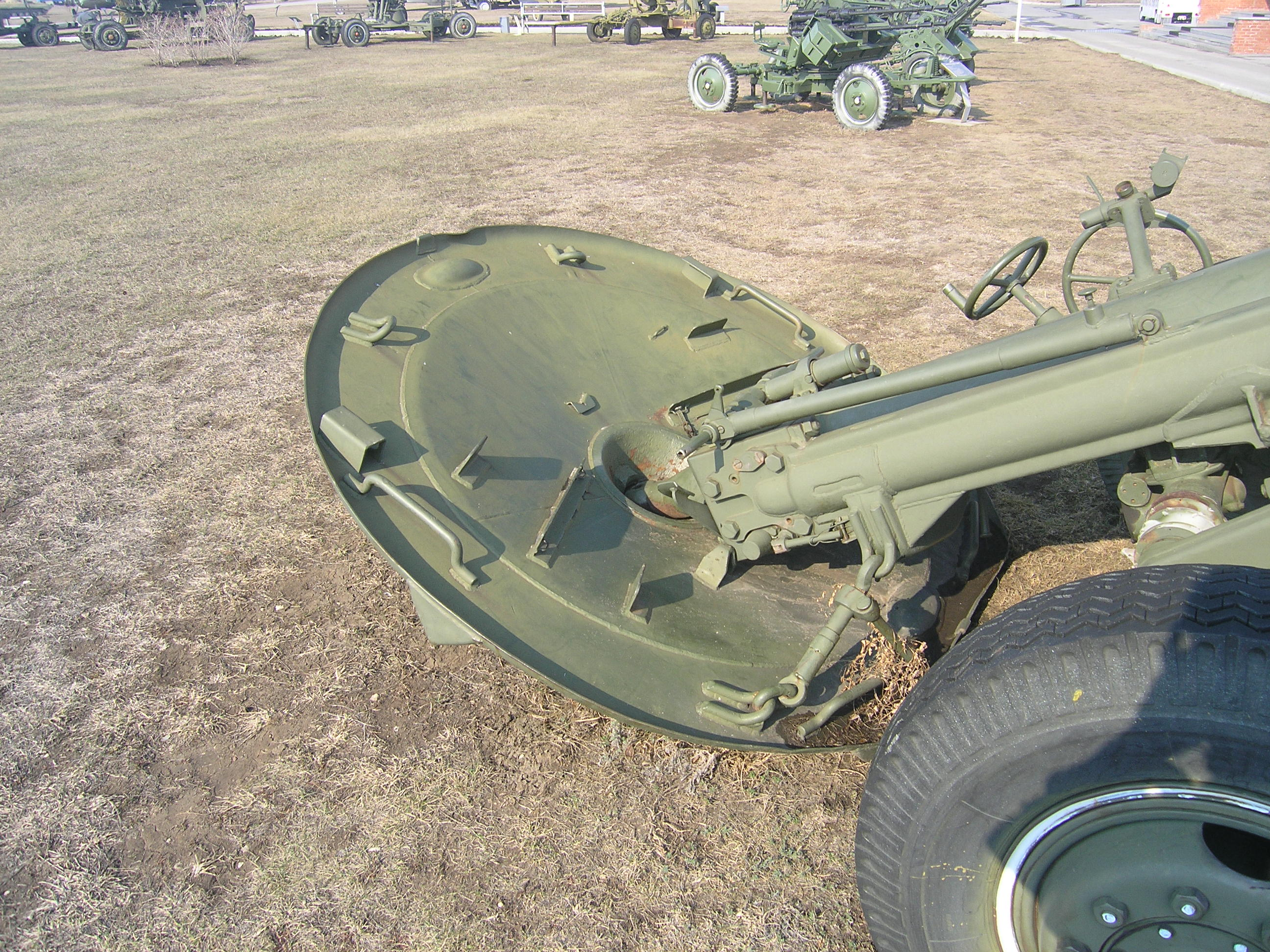

240-мм миномёт М-240 образца 1950 года (индекс ГРАУ — 52-М-864) — модель миномёта калибра 240 мм, выпускавшегося в СССР.

## Разработка
Задание на разработку миномёта усиления было выдано Главному артиллерийскому управлению (ГАУ) в 1944 году, миномёт был разработан в конструкторском бюро под руководством Б. И. Шавырина.
Испытания прошли в 1944—1945 и затем в 1947—1949 годах.
В 1950 году миномёт был принят на вооружение,
серийное производство было начато в 1951 году на заводе № 75 (ныне Юргинский машиностроительный завод) в городе Юрге Кемеровской области.

## Конструкция
Заряжание миномёта производится с казённой части, для чего ствол опускают в горизонтальное положение.
Дальность стрельбы от 800 до 9650 м. Миномёт стреляет фугасной миной Ф-864 массой 130,7 кг при массе взрывного заряда 32 кг.
Величина силы отдачи на грунт — 4300 кН.

## Модификации

### 2Б8
Миномёт 2Б8 — артиллерийская часть самоходного миномёта 2С4 «Тюльпан», разработан на базе буксируемого миномёта М-240 в конце 1960-х годов. Испытания проводились в ГНИИАПе («Ржевский полигон», г. Санкт-Петербург) в период 1969—1974 гг. Имеет идентичные с М-240 баллистические характеристики. В отличие от миномёта М-240, где все операции выполняются вручную, в артиллерийской части самоходного миномёта 2Б8 введена гидросистема, которая выполняет следующие функции:
- перевод миномёта из походного положения в боевое и обратно,
- наведение миномёта по углу места,
- выведение ствола 2Б8 на линию досылания мины и открывание затвора,
- подача мины из механизированной боеукладки на направляющие досылателя расположенные на корпусе базового шасси (сверху),
- заряжание миномёта, закрывание затвора и опускание ствола в казённик.

В походном положении ствол миномёта крепится на крыше корпуса, а в боевом положении он опирается на плиту, установленную на грунт.
Для стрельбы из миномёта 2Б8 используются стальные фугасные мины Ф-864 миномёта М-240 (длина 6,4 клб, масса 130 кг, масса ВВ 31,95 кг, толщина оболочки 0,062 клб, коэффициент наполнения 23,3 %). Для стрельбы на дальность до 19 км разработана активно-реактивная фугасная мина 3Ф2, а для поражения защищённых малоразмерных наблюдаемых целей может использоваться корректируемая мина 3Ф5 комплекса управляемого артиллерийского вооружения 1К113 «Смельчак».

## На вооружении

### Современные операторы
- Сирия — некоторое количество, по состоянию на 2024 год.[3] Всего поставлено 8 М-240 в 1981 году.[4]
- Украина — минимум 1 по состоянию на 2022 год[5]

### Бывшие операторы
- Ирак — некоторое количество, по состоянию на 2016 год[6]. По состоянию на 2024 год на вооружении не стоят.[3]
- Румыния — Всего поставлено 12 М-240 в 1971 году.[4] По состоянию на 2024 год на вооружении не стоят.[3]
- СССР — перешли к образовавшимся после распада государствам.

## Боевое применение
Боевое крещение буксируемый миномёт М-240 принял в боевых действиях в Афганистане в 1985 году. Гаубичная батарея Д-30 1074-го артиллерийского полка 108 мсд во второй половине 1984 года была перевооружена 4 миномётами М-240. Буксировка миномётов осуществлялось тягачами МТ-ЛБ. Весь личный состав батареи в срочном порядке был отправлен на переподготовку на территорию СССР в специальный центр, где его обучили применению мины 3Ф5 «Смельчак». По возвращении в Афганистан в районе Чарикарской долины было произведено первое успешное испытание мины «Смельчак» в боевых условиях. Батарея М-240 с этого момента активно участвовала практически во всех армейских операциях.
В 1985 году, во время операции по уничтожению группировки Ахмад Шаха Масуда в ущелье Панджшер, батарее была поставлена задача по уничтожению укрепления моджахедов, препятствовавшего продвижению наших подразделений. Развернувшись с марша и сделав один пристрелочный выстрел обычной осколочно-фугасной миной, батарея затем применила выстрел 3Ф5 «Смельчак». Точным попаданием цель была уничтожена полностью. Ввиду того, что миномёт имеет небольшой доворот влево—вправо, приходилось направлять все четыре орудия в разные стороны. Цель могла появиться с любой стороны, поэтому задачу выполняло то орудие, которое было направлено в сторону цели. При такой огневой мощи достаточно было и одного миномёта. Часто из-за отсутствия времени подготовка стрельбы осуществлялась по топографическим данным, без учёта метеоусловий, тем не менее цели поражались, как правило, с одного-двух выстрелов.

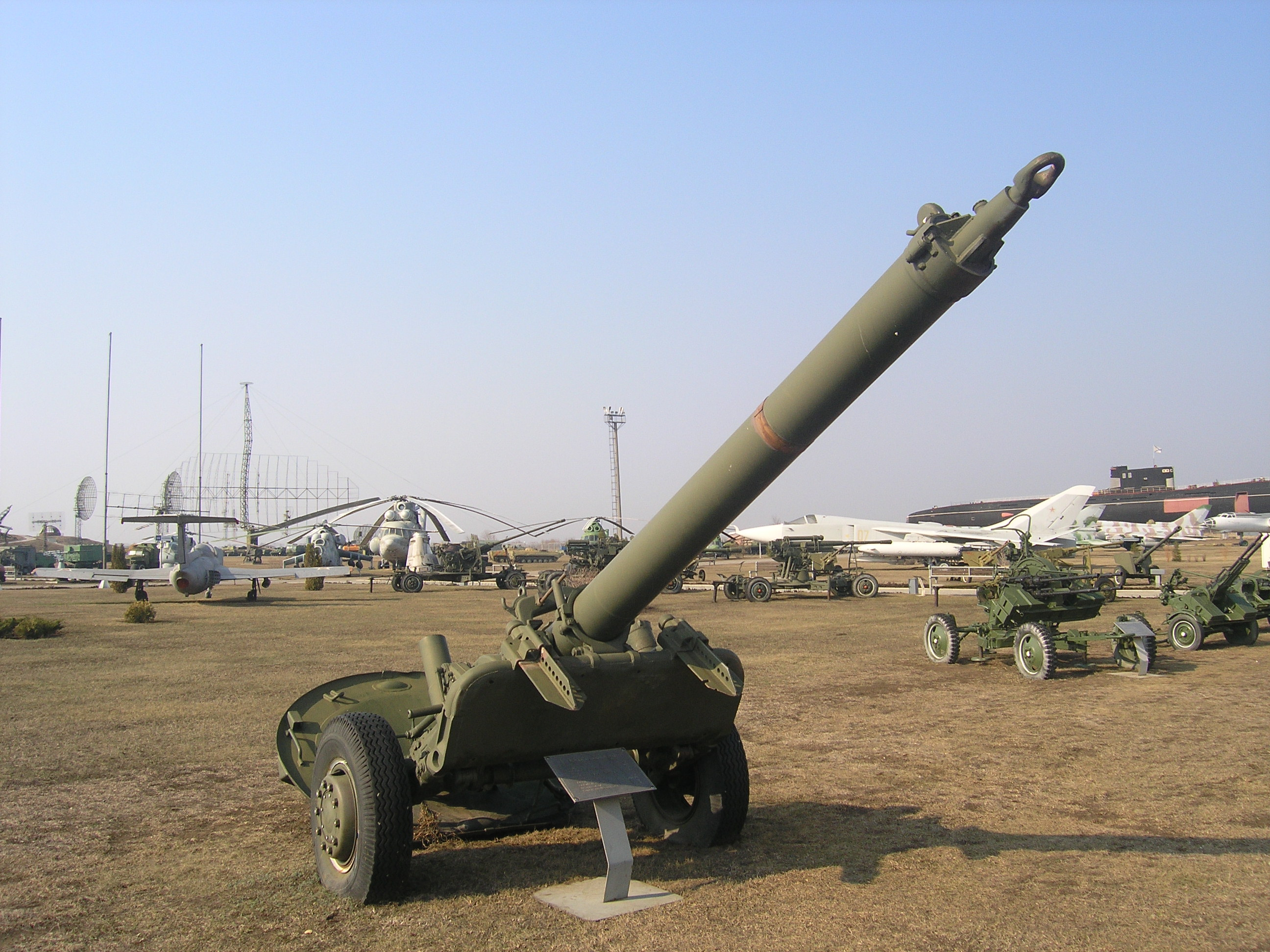
Миномёт в Техническом музее, Тольятти

Впоследствии было много других операций, и везде буксируемые миномёты зарекомендовали себя только с наилучшей стороны. Позднее их сменили самоходные миномёты 2С4 «Тюльпан».
М-240 активно применялись против террористов, в ходе операции «Дамасская сталь», весной 2018 года в пригороде Дамаска Восточная Гута, артиллеристами ударного подразделения сирийских вооружённых «Силы тигра».
Зафиксировано применение ВСУ в ходе вторжения России на Украину.

## Где можно увидеть
Россия — Музейный комплекс УГМК, г. Верхняя Пышма, Свердловская область..
 Россия — Артиллерийский музей в г. Санкт-Петербург.
 Россия — Музей отечественной военной истории в д. Падиково в Истринском районе Московской области.